# Saison 2 de Raising Hope
Chronologie
Saison 1 Saison 3
Cet article présente les vingt-deux épisodes de la deuxième saison de la série télévisée américaine Raising Hope.

## Diffusion francophone
- En France, la seconde saison a été diffusée :
  - du 3 août 2012[2] au 7 septembre 2012 sur Canal+ Family.
  - du 18 mars 2015[3] au 1er avril 2015 sur M6[4].

## Synopsis
Jimmy Chance, 23 ans, habite chez ses parents, Virginia et Burt, et vit de petits boulots. Sa vie change littéralement lorsqu'il se retrouve contraint d'élever sa fille Hope, âgée de quelques mois et fruit d'une aventure d'une nuit avec une tueuse en série condamnée à mort et exécutée.

## Distribution

### Acteurs principaux
- Lucas Neff (VF : Alexandre Gillet) : James « Jimmy » Chance
- Martha Plimpton (VF : Élisabeth Fargeot) : Virginia Chance
- Garret Dillahunt (VF : Vincent Ropion) : Burt Chance
- Shannon Woodward (VF : Hélène Bizot) : Sabrina Collins
- Cloris Leachman (VF : Michelle Bardollet) : Barbara June Thompson « Maw Maw », arrière-arrière-grand-mère de Hope, et grand-mère de Virginia
- Baylie Cregut et Rylie Cregut : Hope Chance (née Princesse Beyonce Carlyle)

### Acteurs récurrents
- Kate Micucci (VF : Barbara Beretta) : Shelly
- Gregg Binkley (VF : Philippe Siboulet) : Barney, manager de l’épicerie Palooza
- Todd Giebenhain (VF : Éric Marchal) : Frank
- Greyson Chance : Jimmy enfant
- Gary Anthony Williams (VF : Guillaume Orsat) : Dave Davidson
- Bijou Phillips : Lucy Carlyle
- Ray Santiago (VF : Fabrice Fara) : Javier
- Jermaine Williams (en) (VF : Ibrahim Koma) : Marcus

### Invités
- Stephen Root (VF : Philippe Peythieu) : Cap Collins[5] (épisode 2)
- Eddie Steeples (VF : Jean-Christophe Clément) : Tyler, le livreur de pizza (épisode 2)
- Bree Turner (VF : Céline Mauge) : Susan (épisode 2)
- Sean Bridgers (VF : Philippe Vincent) : Jack (épisode 3)
- Amy Sedaris (VF : Patricia Legrand) : Delilah (épisode 4)
- Greg Germann (VF : Pierre Tessier) : Dale (épisode 5)
- Camdem Garcia : Trevor (épisode 6)
- Richard Dean Anderson (VF : Edgar Givry) : Keith[6] (épisode 6)
- Wylie Anderson : Judy, la fille de Keith[6] (épisode 6)
- Lee Majors (VF : Dominique Paturel) : le père de Burt[7] (épisode 7)
- Shirley Jones : la mère de Burt[7] (épisode 7)
- Ethan Suplee (VF : Olivier Cordina) : Andrew (épisode 8)
- Patton Oswalt (VF : Daniel Lafourcade) : Rubin (épisode 8)
- Andrew Dice Clay (en) (VF : Paul Borne) : lui-même[8] (épisode 8)
- Jennifer Hasty (VF : Marjorie Frantz) : Tammy (épisode 9)
- Bret Loehr (en) (VF : Benoît DuPac) : Tommy (épisode 9)
- Lou Wagner : Wally Phipps (épisode 10)
- Fred Willard : M. Swift[9] (épisode 11)
- Laura Ashley Samuels : Abigail (épisode 11)
- Carla Renata (en) : Janice Finklebergstein (épisode 11)
- Jolene Purdy : Venom (épisode 11)
- Karen McClain : Big Judy (épisode 12)
- Philip Tan : Floyd (épisode 12)
- Dale Dickey (VF : Cathy Cerdà) : Patty (épisode 12)
- Ashley Tisdale : Mary-Louise[10] (épisode 14)
- Chris Pontius : Albert (épisode 15)
- Katy Perry : Rikki Hargrove, gardienne de prison[11] (épisode 16)
- Mary Birdsong : Suzie Hellmann[12] (épisode 16)
- David Krumholtz : Carl[12] (épisodes 19, 21 et 22)
- Vivica A. Fox : Sarah Louise[13] (épisode 19)

## Production

### Casting
L'acteur Richard Dean Anderson et sa fille Wylie Anderson ont obtenu un rôle le temps d'un épisode lors de la saison.

## Liste des épisodes

### Épisode 1:Le Génie dans la bouteille
- États-Unis /  Canada : 20 septembre 2011 sur FOX[15] / Citytv[16]
- France :
  - 3 août 2012 sur Canal+ Family[17],[18]
  - 18 mars 2015 sur M6[19]
- Suisse : 3 novembre 2012 sur RTS Un
- Belgique : 18 novembre 2014 sur RTL-TVI

- États-Unis : 6,73 millions de téléspectateurs[20] (première diffusion)

- Greyson Chance (Jimmy, jeune)
- Andy Umberger (Dr Finklestein)
- Aimee McKay (femme)
- Blake Hogue (employée)
- Greg Barnett (instructeur)
- Derik Nelson (Jimmy Singer, jeune)

### Épisode 2:Nous n'avons pas les mêmes valeurs
- États-Unis : 27 septembre 2011 sur FOX
- France :
  - 3 août 2012 sur Canal+ Family[17],[18]
  - 18 mars 2015 sur M6
- Suisse : 10 novembre 2012 sur RTS Un
- Belgique : 19 novembre 2014 sur RTL-TVI

- États-Unis : 6,14 millions de téléspectateurs[21] (première diffusion)

- Stephen Root (Cap Collins)
- Eddie Steeples (Tyler, l'homme du gaz)
- Tangie Abrose (MacKenzie)
- Bree Turner (Susan)
- Bob Turton (Brad)
- Tage Sutherlin (Derek)
- Sarah Domin (Gail)
- Jennifer Kakuno (Brobee (YoGabbaGabba))
- David Crespin (Muno (YoGabbaGabba))
- Anna Hundtoft (Foofa (YoGabbaGabba))
- Charme Decator (Toodee (YoGabbaGabba))
- Amos Watane (Plex (YoGabbaGabba))

### Épisode 3:Une parenthèse désenchantée
- États-Unis : 4 octobre 2011 sur FOX
- France :
  - 3 août 2012 sur Canal+ Family[18]
  - 19 mars 2015 sur M6
- Suisse : 17 novembre 2012 sur RTS Un
- Belgique : 20 novembre 2014 sur RTL-TVI

- États-Unis : 6,36 millions de téléspectateurs[22] (première diffusion)

- Trace Garcia (Jimmy, âgé de 4 ans)
- Sean Bridgers (Jack)
- Whit Hertford (Ross)
- Eddie Navarro (enfant en skate)

Lorsque Jack, un hippie qui parcourt le pays, rend visite à la famille Chance, les vérités autour du soi-disant enlèvement de Burt d'il y a 20 ans éclatent...

### Épisode 4:Hélas Vegas…
- États-Unis : 5 octobre 2011 sur FOX
- France :
  - 3 août 2012 sur Canal+ Family[18]
  - 19 mars 2015 sur M6
- Suisse : 24 novembre 2012 sur RTS Un
- Belgique : 21 novembre 2014 sur RTL-TVI

- États-Unis : 5,85 millions de téléspectateurs[23] (première diffusion)

- Amy Sedaris (Delilah)

### Épisode 5:Graine de tueuse
- États-Unis : 1er novembre 2011 sur FOX
- France :
  - 10 août 2012 sur Canal+ Family[18]
  - 20 mars 2015 sur M6
- Suisse : 1er décembre 2012 sur RTS Un
- Belgique : 24 novembre 2014 sur RTL-TVI

- États-Unis : 5,37 millions de téléspectateurs[24] (première diffusion)

- Greg Germann (Dale)
- Pramod Kumar (Vali)
- Alfred Rubin Thompson (garde)
- Jose Ordaz (déténu latino)
- Eric Kaldor (un client)
- Matt Besser (Crazy Michael)
- Juan Pope (officier Buckley)
- Nathan Garcia (Paper Boy)
- Al Jones (cascadeur)
- Tommy Primeau (doublure de Dale)
- Nikki Hester (doublure de Sabrina)

### Épisode 6:Jimmy et le Kid
- États-Unis : 8 novembre 2011 sur FOX
- France :
  - 10 août 2012 sur Canal+ Family[18]
  - 20 mars 2015 sur M6
- Suisse : 8 décembre 2012 sur RTS Un
- Belgique : 25 novembre 2014 sur RTL-TVI

- États-Unis : 4,51 millions de téléspectateurs[25] (première diffusion)

- Richard Dean Anderson (Keith)
- Wylie Quinn Anderson (Judy, la fille de Keith)
- Ryan Doom (Wyatt)
- Camden Garcia (Trevor)

### Épisode 7:La Poudre aux vieux
- États-Unis : 15 novembre 2011 sur FOX
- France :
  - 10 août 2012 sur Canal+ Family[18]
  - 23 mars 2015 sur M6
- Suisse : 15 décembre 2012 sur RTS Un
- Belgique : 26 novembre 2014 sur RTL-TVI

- États-Unis : 4,84 millions de téléspectateurs[26] (première diffusion)

- Lee Majors (père de Burt)
- Shirley Jones (mère de Burt)

### Épisode 8:Incroyables talents
- États-Unis : 29 novembre 2011 sur FOX
- France :
  - 10 août 2012 sur Canal+ Family[18]
  - 23 mars 2015 sur M6
- Suisse : 22 décembre 2012 sur RTS Un
- Belgique : 27 novembre 2014 sur RTL-TVI

- États-Unis : 5,34 millions de téléspectateurs[27] (première diffusion)

- Andrew Dice Clay (lui-même)
- Ethan Suplee (Andrew)
- Patton Oswalt (Rubin)

### Épisode 9:La Revanche des météro-sexuels
- États-Unis : 6 décembre 2011 sur FOX
- France :
  - 17 août 2012 sur Canal+ Family[18]
  - 24 mars 2015 sur M6
- Suisse : 22 décembre 2012 sur RTS Un
- Belgique : 1er décembre 2014 sur RTL-TVI

- États-Unis : 4,57 millions de téléspectateurs[28] (première diffusion)

- Jennifer Hasty (Tammy)
- Bret Loehr (Tommy)
- Elijah Nelson (Frank jeune)
- George Sharperson (chauffeur de bus)
- Greyson Chance (Jimmy jeune)

### Épisode 10:Embuches de Noël
- États-Unis : 13 décembre 2011 sur FOX
- France : 
  - 17 août 2012 sur Canal+ Family[18]
  - 24 mars 2015 sur M6
- Suisse : 29 décembre 2012 sur RTS Un
- Belgique : 2 décembre 2014 sur RTL-TVI

- États-Unis : 4,98 millions de téléspectateurs[29] (première diffusion)

- Bijou Phillips (Lucy)

### Épisode 11:Les Sous-doués
- États-Unis : 17 janvier 2012 sur FOX
- France :
  - 17 août 2012 sur Canal+ Family[18]
  - 25 mars 2015 sur M6
- Suisse : 5 janvier 2013 sur RTS Un
- Belgique : 3 décembre 2014 sur RTL-TVI

- États-Unis : 5,03 millions de téléspectateurs[30] (première diffusion)

- Fred Willard (M. Swift)
- Trace Garcia (Jimmy, âgé de quatre ans)
- Kelly Heyer (Virginia, adolescente)
- Cameron Moulene (Burt, adolescent)
- Carla Renata (Janice Finklebergstein)
- Jolene Purdy (Venom)
- Laura Ashley Samuels (Abigail)

### Épisode 12:Le Système parfait
- États-Unis : 31 janvier 2012 sur FOX
- France :
  - 17 août 2012 sur Canal+ Family[18]
  - 25 mars 2015 sur M6
- Suisse : 12 janvier 2013 sur RTS Un
- Belgique : 4 décembre 2014 sur RTL-TVI

- États-Unis : 4,62 millions de téléspectateurs[31] (première diffusion)

- Trace Garcia (Jimmy, âgé de quatre ans)
- Dale Dickey (Patty)
- Philip Tan (Floyd)
- Karen McClain (Big Judy)
- Byron McIntyre (l'entraîneur)
- Zabeth Russell (femme)
- Marilyn O'Connor (personne âgée #1)
- Alfred Dennis (personne âgée #2)
- Jake Keiffer (enfant)

### Épisode 13:La Roue de la fortune
- États-Unis : 7 février 2012 sur FOX
- France :
  - 24 août 2012 sur Canal+ Family[18]
  - 26 mars 2015 sur M6
- Suisse : 19 janvier 2013 sur RTS Un
- Belgique : 5 décembre 2014 sur RTL-TVI

- États-Unis : 4,47 millions de téléspectateurs[32] (première diffusion)

- Ryan Doom (Wyatt)
- Lorin McCraley (Trucker)
- Bing Long (Bing)
- Jun Long (Jun)
- Bunny Levine (vieille dame)
- Artemis Pebdani (lecteur de tarot)
- Christopher Gehrman (client)
- Serdar Kalsin (vendeur de Hot Dog)

### Épisode 14:Imposture
- États-Unis : 14 février 2012 sur FOX
- France :
  - 24 août 2012 sur Canal+ Family[18]
  - 26 mars 2015 sur M6
- Suisse : 26 janvier 2013 sur RTS Un
- Belgique : 9 décembre 2014 sur RTL-TVI

- États-Unis : 4,58 millions de téléspectateurs[33] (première diffusion)

- Ryan Doom (Wyatt)
- Dan Coscino (Dan)
- Ashley Tisdale (Mary-Louise / Improv Maw Maw)
- Anthony Alabi (Don, le directeur / Improv Frank)

### Épisode 15:Des araignées au plafond
- États-Unis : 21 février 2012 sur FOX
- France :
  - 24 août 2012 sur Canal+ Family[18]
  - 27 mars 2015 sur M6
- Suisse : 2 février 2013 sur RTS Un
- Belgique : 11 décembre 2014 sur RTL-TVI

- États-Unis : 4,73 millions de téléspectateurs[34] (première diffusion)

- Ethan Suplee (Andrew)
- Srinivasa Kapavarapu (docteur)

### Épisode 16:Les Femmes au pouvoir
- États-Unis : 6 mars 2012 sur FOX
- France :
  - 24 août 2012 sur Canal+ Family[18]
  - 27 mars 2015 sur M6
- Suisse : 9 février 2013 sur RTS Un
- Belgique : 11 décembre 2014 sur RTL-TVI

- États-Unis : 4,74 millions de téléspectateurs[35] (première diffusion)

- Katy Perry (Rikki)
- Carla Jimenez (Rosa)
- Eddie Steeples (Tyler)
- Whit Hertford (Ross)
- Mary Birdsong (Suzie Hellmann)
- Tug Coker (Richard Galleria)
- Dan Coscino (Dancin' Dan)
- Melvin Abston (travailleur de la ville)
- Gary Anthony Williams (nouveau journaliste)
- Doug Wax (conducteur agréable)

### Épisode 17:La Fessée
- États-Unis : 13 mars 2012 sur FOX
- France :
  - 31 août 2012 sur Canal+ Family[18]
  - 30 mars 2015 sur M6
- Suisse : 16 février 2013 sur RTS Un
- Belgique : 16 décembre 2014 sur RTL-TVI

- États-Unis : 4,31 millions de téléspectateurs[36] (première diffusion)

### Épisode 18:Des trous, des petits trous…
- États-Unis : 20 mars 2012 sur FOX
- France :
  - 31 août 2012 sur Canal+ Family[18]
  - 30 mars 2015 sur M6
- Suisse : 16 février 2013 sur RTS Un
- Belgique : 17 décembre 2014 sur RTL-TVI

- États-Unis : 3,78 millions de téléspectateurs[37] (première diffusion)

- Carla Jimenez (Rosa)
- Kara Taitz (Natalie)
- Igal Ben Yair (Robert)
- Larry Clarke (Lane)
- Cameron Moulene (Burt adolescent)
- Kelly Heyer (Virginia adolescente)
- Trace! (Jimmy à âge 4 ans)

### Épisode 19:M.Tire-Bouchon
- États-Unis : 27 mars 2012 sur FOX
- France :
  - 31 août 2012 sur Canal+ Family[18]
  - 31 mars 2015 sur M6
- Suisse : 23 février 2013 sur RTS Un
- Belgique : 18 décembre 2014 sur RTL-TVI

- États-Unis : 3,81 millions de téléspectateurs[38] (première diffusion)

- Vivica A. Fox (Sarah Louise)
- David Krumholtz (Carl)

### Épisode 20:La Doublure
- États-Unis : 3 avril 2012 sur FOX
- France :
  - 7 septembre 2012 sur Canal+ Family[18]
  - 31 mars 2015 sur M6
- Suisse : 23 février 2013 sur RTS Un
- Belgique : 19 décembre 2014 sur RTL-TVI

- États-Unis : 3,93 millions de téléspectateurs[39] (première diffusion)

- Travis Van Winkle (Philip)
- Desi Lydic (Uma)

### Épisode 21:Téléréalité
- États-Unis : 10 avril 2012 sur FOX
- France :
  - 7 septembre 2012 sur Canal+ Family[18]
  - 1er avril 2015 sur M6
- Suisse : 28 août 2013 sur RTS Un
- Belgique : 22 décembre 2014 sur RTL-TVI

- États-Unis : 3,81 millions de téléspectateurs[40] (première diffusion)

- Greyson Chance (jeune Jimmy)
- Nancy Grace (elle-même)
- David Krumholtz (Carl)
- Bijou Phillips (Lucy)

### Épisode 22:Jamais sans ma fille
- États-Unis : 17 avril 2012 sur FOX[41]
- France :
  - 7 septembre 2012 sur Canal+ Family[18]
  - 1er avril 2015 sur M6
- Suisse : 29 août 2013 sur RTS Un
- Belgique : 23 décembre 2014 sur RTL-TVI

- États-Unis : 3,79 millions de téléspectateurs[42] (première diffusion)

- Nancy Grace (elle-même)
- Jason Lee (Smokey Floyd)
- Jaime Pressly (Donna)
- Ethan Suplee (Andrew)
- Bijou Phillips (Lucy)
- David Krumholtz (Carl)
- Ed Begley Jr. (lui-même)
- Lou Wagner (Wally Phipps)
- Jackie Hoffman (Sylvia Barnes)
- Amy Hill (juge)
- Camden Garcia (Trevor)